# Epinephelus adscensionis
 Epinephelus adscensionis és una espècie de peix de la família dels serrànids i de l'ordre dels perciformes.

## Morfologia
Els mascles poden assolir els 61 cm de longitud total.

## Distribució geogràfica
Es troba a l'Atlàntic.